# Štítná nad Vláří-Popov
Štítná nad Vláří-Popov é uma comuna checa localizada na região de Zlín, distrito de Zlín.